# Caristianus ulysses
Caristianus ulysses är en insektsart som beskrevs av Ronald Gordon Fennah 1949. Caristianus ulysses ingår i släktet Caristianus och familjen vedstritar. Inga underarter finns listade i Catalogue of Life.